# Sycophila kollimaliana
Sycophila kollimaliana är en stekelart som först beskrevs av Durgadas Mukerjee 1981.  Sycophila kollimaliana ingår i släktet Sycophila och familjen kragglanssteklar. Inga underarter finns listade i Catalogue of Life.